# Загадай бажання
Загадай бажання — сімейна комедія 1996 року.

## Сюжет
Алексія і Хейлі — рідні сестри, але вони зовсім не схожі одна на одну. Алексія, старша сестра, любить красиво одягатися, у неї є хлопець і навчання її мало цікавить. Хейлі, навпаки, багато займається. Одного разу Хейлі, побачивши падаючу зірку, загадує бажання: помінятися місцями зі своєю сестрою.